# Medari (Dragalić)
Medari is een plaats in de gemeente Dragalić in de Kroatische provincie Brod-Posavina. De plaats telt 211 inwoners (2001).